# Sonoya Mizuno
Sonoya Mizuno (ソノヤ・ミズノ Mizuno Sonoya?) (Tokio; 1 de julio de 1986) es una actriz, modelo y bailarina británica-japonesa. Ha participado en reconocidas producciones de cine como Ex Machina (2015), La La Land (2016) y Beauty and the Beast (2017) y desde 2022 interpreta el papel de Mysaria en La casa del dragón de HBO.

## Filmografía

### Cine y televisión
| Año           | Título                                         | Papel             | Notas                           |
| ------------- | ---------------------------------------------- | ----------------- | ------------------------------- |
| 2012          | Venus in Eros                                  | Guardabosques     | Debut                           |
| 2015          | Ex Machina                                     | Kyoko             |                                 |
| 2016          | Videoclip "Wide Open" de los Chemical Brothers | Maniquí           |                                 |
| 2016          | High Strung                                    | Jazzy             |                                 |
| 2016          | Alleycats                                      | Suzie             |                                 |
| 2016          | La La Land                                     | Caitlin           |                                 |
| 2017          | Beauty and the Beast                           | Debutante         |                                 |
| 2018          | Ambition                                       | Sarah             |                                 |
| 2018          | Aniquilación                                   | Humanoide y Katie |                                 |
| 2018          | The Domestics                                  | Betsy             |                                 |
| 2018          | Crazy Rich Asians                              | Araminta Lee      |                                 |
| 2018          | All About Nina                                 | Ganja             |                                 |
| 2018          | Maniac                                         | Dra. Azumi Fujita | Reparto principal               |
| 2020          | Devs                                           | Lily Chan         |                                 |
| 2022-presente | La casa del dragón                             | Mysaria           | Reparto principal, 13 episodios |
| 2025          | Deep Cover                                     | Shosh             |                                 |